# Centaurea incompleta
Centaurea incompleta — вид квіткових рослин айстрових (Asteraceae). Ендемік пн.-цн. Греції (гора Олімпос).

## Середовище
Населяє кам'янисті місцевості.

## Морфологічна характеристика
Це багаторічник 20–35 см заввишки, біло запушений. Листки перистороздільні, сегменти вузьколінійно-ланцетні. Квіткові голови поодинокі, 1 см у діаметрі. Обгортка солом'яно-жовта. Квітки блідо-жовті. Період цвітіння: літо.